# Horoatu Crasnei
Horoatu Crasnei è un comune della Romania di 2 735 abitanti, ubicato nel distretto di Sălaj, nella regione storica della Transilvania.
Il comune è formato dall'unione di 4 villaggi: Horoatu Crasnei, Hurez, Stârciu, Șeredeiu.
L'abitato di Horoatu Crasnei viene citato per la prima volta in un documento del 1213 con il nome di Villa Huruat, mentre gli altri villaggi sono documentati per la prima volta tra il XIII ed il XV secolo.
Il monumento più importante del comune è il Tempio protestante riformato, costruito nel XV secolo e largamente rimaneggiato nel XVIII secolo.